# Butheolus harrisoni
Espèce
Butheolus harrisoni est une espèce de scorpions de la famille des Buthidae.

## Distribution
Cette espèce est endémique du Dhofar en Oman. Elle se rencontre dans le Jabal Qara et le Jabal Qamr.

## Description
Le mâle holotype mesure 30,50 mm, les mâles mesurent de 30,00 à 30,50 mm et les femelles de 31,42 à 32,54 mm.

## Étymologie
Cette espèce est nommée en l'honneur d'Ian D. Harrison.

## Publication originale
- Lowe, 2018 : « The genera Butheolus Simon, 1882 and Xenobuthus gen. nov. (Scorpiones: Buthidae) in Oman. » Euscorpius, no 261, p. 1-73 (texte intégral).